# Constantin Octavian Petruș

Constantin Octavian Petruș (n. 13 ianuarie 1942, Călărași) este profesor universitar la Universitatea Tehnică „Gh. Asachi”, Iași, Facultatea de Știința și Ingineria Materialelor.
A fost deputat român în legislatura 2000-2004, ales în județul Vaslui pe listele partidului PUR.
Căsătorit cu Petruș Carmen (1946-2022), profesor de fizică, fost director al Colegiului „Costache Negruzzi”, Iași. Prenumele copiilor: Adrian, Ovidiu.

## Studii
Liceul „N. Bălcescu”, Călărași, 1959. Facultatea de fizică, Universitatea „Al.I.CUZA”, Iași, 1965, șef de promoție. Doctor în fizică din 1977 cu o teză de doctorat asupra ecuațiilor cinetice cuantice pentru gaze moleculare care a fost publicată integral in Studii și Cercetări de fizică, Ed Academiei, Tom 5, nr 30, 449-519, 1978. Principalele rezultate științifice din tezǎ au fost publicate în articolele: O. Petrus, „On the Quantum Kinetic Equation of Molecular Gases”, Part I, Physica 113-123, 1974; O. Petrus, On the Quantum Kinetic Equation of Molecular Gases,Part II, 273-293,1976, Physica, (North Holland, Amsterdam).

## Specializări
Universitatea „Lomonosov”, Moscova, 1972, University of Colorado, U.S.A.,1974-75 (bursă Fullbright), TEI, Atena (1994), Digital Equipment Austria, Viena (1995).

## Carieră
Preparator, Asistent și Lector universitar, Facultatea de fizică, Universitatea „AL.I.CUZA” (1965-1989), Conferențiar (1990), Profesor universitar (din 1991). A predat la studenți cursuri de programarea computerelor, fizică teoretică (mecanică analitică, electrodinamică și teoria relativității, mecanică cuantică), statistică matematică, optimizarea proceselor industriale, analiză cu elemente finite.
Inițiator al cercetărilor de Fizică Computațională din România. A creat un Laborator de Fizică Computațională unde, în perioada 1978-1990, a condus contracte de cercetare în următoarele domenii: fuziune termonucleară controlată, simularea și optimizarea proceselor industriale, tehnică militară, medicină computațională.
Cercetător invitat la Universitatea din Bari (1986), Centrul de Cercetări Nucleare Alger (1988), Universitatea din Innsbruck (1978,1980,1982,1985,1989), Universitatea Konstanz (1990), Universitatea Freiburg (1985, 1987).

## Publicații
Peste 50 de lucrări științifice în țară și străinătate, cursuri universitare, lucrǎri practice pentru studenți, culegeri de probleme, articole în presa centrală 

### Monografii
- O. Petruș,  Programarea în Fortran. Stil în Programare (Ed. Junimea, 1980),
- O. Petruș, Mecanica Clasică, (Ed. Moldova, 1995),
- O. Petruș, Analiza cu Elemente Finite. Transfer Termic și Elasticitate, (Univ. Tehnică, Iași, 2003),
- O. Petruș, Probabilități și Statistică Matematică. Computer Applications, (Tehno Press, Iași 2006),
- O. Petruș, Programarea în Limbajul Fortran. Fortran 90&95,  2003 (Tehno Press, Iași 2006)

### Articole științifice
- O. Petrus, R.V. Deutsch, Reflexion and Refraction of Electromagnetic Waves on Plasma in Homogenous Magnetic Field, Revue Roumaine de Physique, Tome 13, No 1, 81-94, 1967 (Dedicated to the 80th Anniversary of Professor Eugen Badarau),
- O. Petrus, The Weinberg method in the study of the propagation of magnetohydrodynamic waves in nonhomogenous media, Revue Roumaine de Physique, Tome 15, No 2, 167-179, 1970,
- O. Petrus, G. Popa, S. Kuhn, Experiment Planning, Mathematical Modelling and Nonlinear Optimization of the Ion-Nitriding Process in a Glow Discharge Plasma, Plasma Chemistry and Plasma Processing, Plenum Press, U.S.A. 2, 167-183, 1982,
- O. Petrus, S. Kuhn, G. Dinescu, Simulation of Ultrafast Switching of Infrared Radiation by Laser Produced Semiconductor Plasma, Canadian Journal of  Physics, 64, 857-864, 1986 ,
- O. Petruș, On Inverse Problem of Tokamk Equilibria, Proceedings Contributed Papers, Vol 1, 1984 International Conference on Plasma Physics, Lausanne, Elvetia, p 108,
- O. Petruș, I. Siminiceanu, „Modelling & Simulation of ...”, în volumul „The First European Congress on Chemical Engineering”, ECCE 1, Florența, Italia, Maz 4-7, 1997, pag. 2615-2618,
- L. Goraș, O. Petruș et al, On the possibilities of Fast Fourier Transforms in Heart Diseases Diagnosis, Buletinul Institutului Politehnic Iași, Tom XXIX, Fasc 1-4, 1983, 29-31
- E. Bârsan, O. Petruș, Water supply network calculus using nonlinear optimization techniques, Buletinul Institutului Politehnic Iași, Tom XXVII, Construcții, Arhitecturǎ, 103-106, 1981

### Cursuri universitare, Indrumare de lucrari practice, culegeri de probleme
- Gh. I. Rusu, Mihaela Rusu, Octavian Petruș, Lucrǎri practice de fizicǎ moleculară și căldură, Universitatea Al. I. Cuza, Iași, 1972, Ediția a II-a, 1976
- D. Grosu, C. Grosu, M Rusu, O. Petruș, Îndrumar de lucrǎri practice de fizică (Mecanică fizicǎ și acustică), Universitatea Al. I. Cuza, Iași, 1972
- O. Petruș, Optimizarea proceselor metalurgice, Institutul Politehnic Iași, 1992
- O. Petruș, Probleme de fizicǎ molecularǎ și cǎldurǎ, Universitatea Al. I. Cuza, Iași, 1972

## Activitate politică
Deputat PUR de Vaslui 2001-2002. În 2003 a trecut la PRM. În Camera Deputaților a lucrat în Comisia de Învățământ, Cercetare, Tineret și Sport și în Comisia de Tehnologia Informației și Comunicații. A avut contribuții la legislația în domeniile învățâmânt și cercetare și în domeniul IT (legea semnăturii electronice, infracțiunile informatice din Codul penal, legea comerțului electronic, legea protecției datelor personale în rețele de computere). A reprezentat statul român la câteva conferințe interparlamentare : Madrid (Eureka-2001), Copenhaga-2003 (Cercetare și Inovare Tehnologică, Bangkog-2004 (Tehnologii Informaționale). În 2000-2001  a condus proiecte de diplomație parlamentară cu deputați români în Danemarca (studiul democrației daneze, lobby pro NATO).

## Activitate socială
Membru fondator si președinte al Clubului Rotary, Iași. La Clubul Rotary a condus proiecte mari de ajutorare din Danemarca, Anglia, S.U.A., Germania a unor școli din Iași, a universității tehnice, a unor grădinițe de copii sau spitale cu mobilier, aparatură medicală, medicamente, computere, îmbrăcăminte. A reprezentat România la două conferințe internaționale Rotary de la Drezda și Praga. În perioada cât a fost președinte a avut inițiativa înființării cluburilor Rotary de la Piatra Neamț și Chișinău, Republica Moldova. Mason, fondator și maestru venerabil al Lojei „Al.I.CUZA”, Iași. Gr 32 Ritul Scoțian Antic și Acceptat. Autor al unor texte masonice: „Manualul Masonului” (MLNR), „Gnoza lui Hermes Trismegistos”, în „Inorogul, Caiete masonice, MLNR”, Buc. 2001

## Distincții
Cetățean de Onoare”, orașul Boulder, Colorado, U.S.A. (1975). Decorat in 2002 de către Președintele României cu Ordinul Național Pentru  Merit, in Grad de Cavaler